# Hưng Lợi (phường)
Hưng Lợi là một phường thuộc quận Ninh Kiều, thành phố Cần Thơ, Việt Nam.

## Địa lý
Phường Hưng Lợi nằm ở phía tây nam quận Ninh Kiều, có vị trí địa lý:
- Phía đông và phía nam giáp quận Cái Răng
- Phía tây giáp các phường An Khánh và An Bình
- Phía bắc giáp các phường Xuân Khánh và An Khánh.

Phường có diện tích 3,36 km², dân số năm 1999 là 22.249 người, mật độ dân số đạt 6.622 người/km².

## Lịch sử
Trước đây, Hưng Lợi là một phường thuộc thành phố Cần Thơ, tỉnh Cần Thơ cũ.
Ngày 21 tháng 4 năm 1979, Hội đồng Chính phủ ban hành Quyết định số 174-CP. Theo đó, chia phường Hưng Lợi thành hai phường Hưng Lợi và Xuân Khánh.
Ngày 2 tháng 1 năm 2004, Chính phủ ban hành Nghị định 05/2004/NĐ-CP. Theo đó, chuyển phường Hưng Lợi về quận Ninh Kiều mới thành lập.

## Hình ảnh

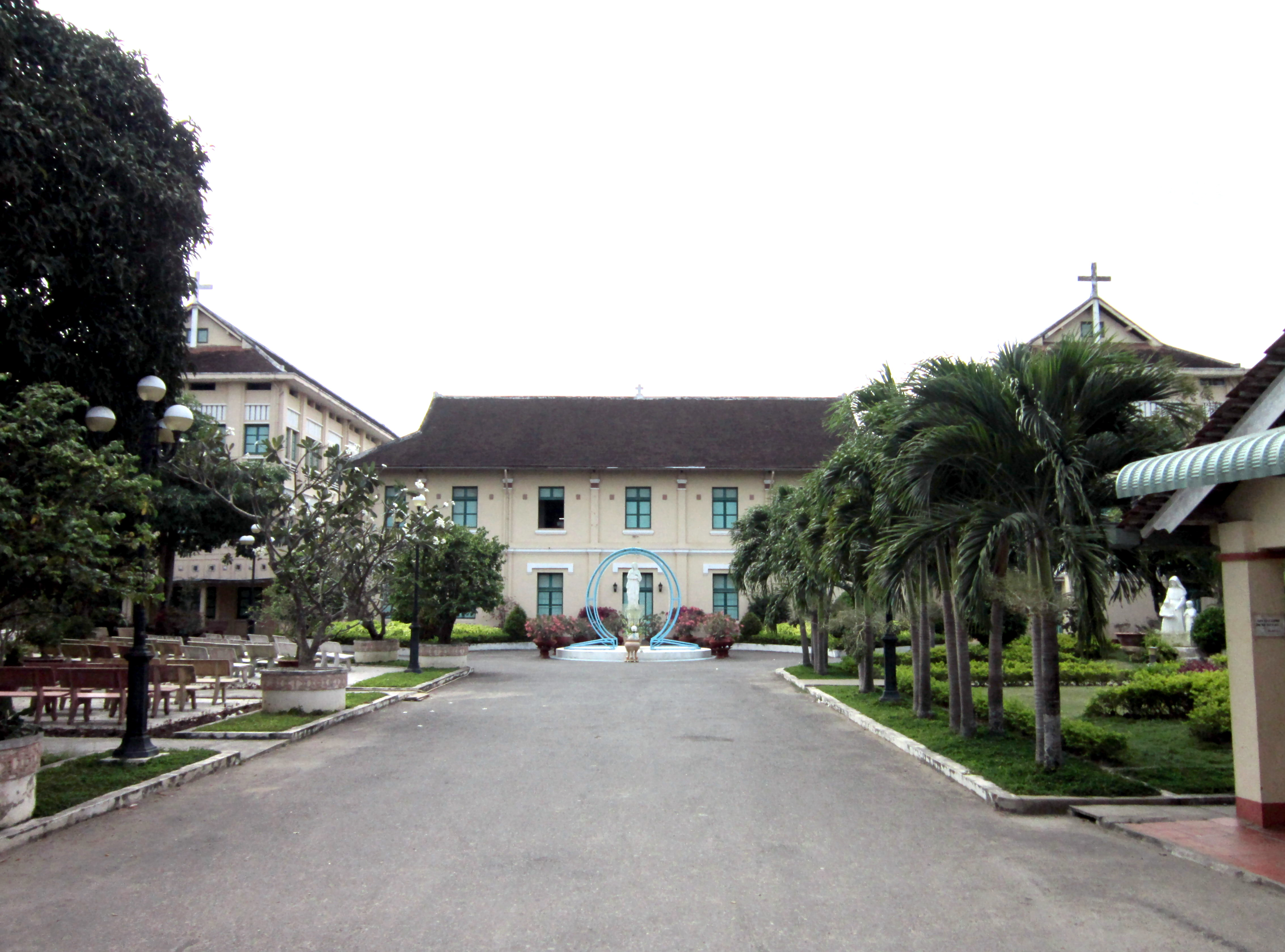
Tu viện Chúa Quan Phòng ở phường Hưng Lợi
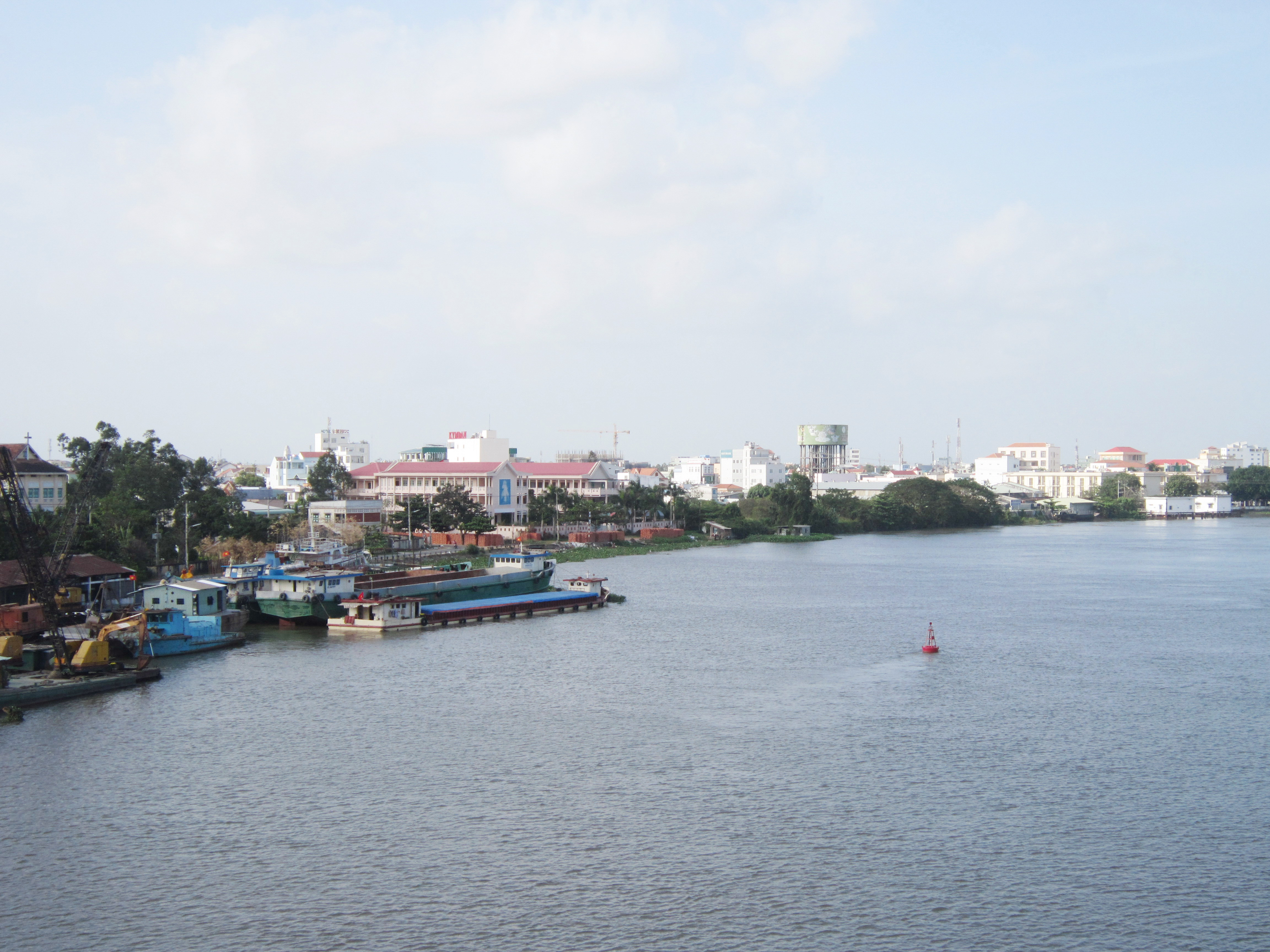
Một góc phường Hưng Lợi bên sông Cần Thơ.